# Amanda (Lied)
Amanda ist ein Lied der US-amerikanischen Rockband Boston aus dem Jahre 1986. Es handelt sich dabei um ein Liebeslied. Die Melodie wird von E-Gitarren und Akustikgitarren begleitet. Nach der Veröffentlichung als Single am 26. September 1986 wurde Amanda Bostons erfolgreichste Single und erreichte im November 1986 für zwei Wochen Platz 1 der Billboard Hot 100. Tom Scholz schrieb und produzierte das Lied bereits 1980, jedoch wurde es erst 1986 auf ihrem Album Third Stage veröffentlicht.
Das Musikvideo zu Amanda zeigt die Skyline der Stadt Boston, nach der sich die Gruppe benannte.